# Mistrzostwa Europy U-21 w futsalu 2008
Mistrzostwa Europy U-21 w futsalu 2008 (oficjalna nazwa: UEFA Under-21 Futsal Tournament 2008) to pierwsza i ostatnia edycja Mistrzostw Europy U-21 w futsalu, który miał być organizowany co dwa lata przez UEFA dla męskich drużyn U-21 futsalowych zrzeszonych z UEFA. Jednak po latach przekładania drugiej edycji turniej został anulowany i zastąpiony przez Mistrzostwa Europy U-19 w futsalu.. Turniej odbył się w hali sportowej Jubilejnyj w Sankt Petesburgu w dniach od 8 do 14 grudnia 2008 roku. W turnieju wzięło udział 8 drużyn. W turnieju mogli wziąć udział zawodnicy urodzeni nie wcześniej niż 1 stycznia 1987 roku. Turniej zwyciężyła reprezentacja Rosji stając się pierwszym, a jak się później okazało jedynymi w historii mistrzami Europy U-21

## Procedura wyboru gospodarza
Nie zachowały się żadne dowody ani informacje, czy o organizację turnieju ubiegały się inne kraje niż Rosja. Rosjan ogłoszono gospodarzem 6 grudnia 2007 roku.

## Kwalifikacje
Łącznie wzięło w nich udział 29 państw. Reprezentacja Rosji jako gospodarz udział miała zapewniony. Pozostałe 28 państwa walczyły o 7 miejsc w turnieju. Proces kwalifikacji był w jednej rundzie, gdzie 28 drużyn podzielono na 7 grup po 4 drużyny, drużyny grały systemem każdy z każdym po jednym meczu w kraju wybranym wcześniej. Zwycięzcy każdej z grup awansowali do turnieju finałowego. Grupy rozlosowano 13 grudnia 2007 roku. Eliminacje odbyły się pomiędzy 7 a 13 kwietnia 2008 roku. Państwami, które organizowały turnieje eliminacyjne były Słowenia (Lasko), Polska (Krosno), Hiszpania (Madryt), Andora (Andora), Węgry (Mór), Włochy (Martina Franca) i Macedonia Północna (Strumina). Co ciekawe, w kwalifikacjach po raz pierwszy wystartowały reprezentacja Irlandii i Szwajcarii, wystartowały tam znacznie szybciej niż dorosłe reprezentacje tych krajów. Co ciekawe, zakwalifikował się Kazachstan, który do UEFA dołączył dopiero w 2002. Reprezentacja Polski nie wystąpiła na tym turnieju z powodu przegranej w kwalifikacjach z reprezentacją Ukrainy 0:5 (0:3)

## Zakwalifikowane drużyny
Następujące drużyny zakwalifikowały się do turnieju finałowego:
| Zespół          | Metoda kwalifikacji |
| --------------- | ------------------- |
| Rosja U-21      | Gospodarz           |
| Słowenia U-21   | Mistrz grupy 1      |
| Ukraina U-21    | Mistrz grupy 2      |
| Hiszpania U-21  | Mistrz grupy 3      |
| Holandia U-21   | Mistrz grupy 4      |
| Kazachstan U-21 | Mistrz grupy 5      |
| Włochy U-21     | Mistrz grupy 6      |
| Chorwacja U-21  | Mistrz grupy 7      |

## Składy
Każda drużyna musi zgłosić skład składający się z 14 zawodników, z których co najmniej 2 musi być bramkarzami

## Faza Grupowa
Za zwycięstwo przyznawane są trzy punkty, za remis jeden, o kolejności w grupie będzie decydować suma zdobytych punktów. Do półfinału awansują po najlepsze drużyny z każdej z grup. Gdy dwie lub więcej drużyn uzyskają tę samą liczbę punktów (po rozegraniu wszystkich meczów w grupie), o kolejności decydują kryteria określone przez UEFA, kolejno:
1. Większa liczba punktów zdobytych w meczach pomiędzy tymi drużynami;
2. Lepszy bilans zdobytych i straconych bramek w meczach pomiędzy tymi drużynami;
3. Większa liczba bramek zdobytych pomiędzy tymi drużynami;
4. Jeżeli po zastosowaniu kryteriów 1-3 pozostają drużyny, dla których nie rozstrzygnięto kolejności, kryteria 1-3 powtarza się z udziałem tylko tych drużyn, jeżeli kolejność jest nierozstrzygnięta, stosuje się dalsze punkty;
5. Lepszy bilans zdobytych i straconych bramek w meczach w grupie;
6. Większa liczba bramek zdobytych we wszystkich meczach w grupie;
7. Jeśli w ostatniej kolejce fazy grupowej, dwie drużyny zmierzą się ze sobą i każda z nich ma taką samą liczbę punktów, jak również taką samą liczbę zdobytych i straconych bramek, a wynik zakończy się remisem w meczu pomiędzy tymi drużynami, ustala się ich miejsce grupowe przez serię rzutów karnych. (Kryterium to nie jest stosowane, jeśli więcej niż dwie drużyny mają taką samą liczbę punktów.);
8. Losowanie;

Legenda do tabelek:
- Pkt – liczba punktów
- M – liczba meczów
- W – wygrane
- R – remisy
- P – porażki
- Br+ – bramki zdobyte
- Br− – bramki stracone
- +/− – różnica bramek
- G – gospodarz

UWAGA! Wszystkie czasy są podawane według czasu rosyjskiego (UTC +3)

### Grupa A
| Zespół         | Pkt | M | W | R | P | Br+ | Br− | +/− |
| -------------- | --- | - | - | - | - | --- | --- | --- |
| Rosja U-21 (G) | 5   | 3 | 1 | 2 | 0 | 9   | 8   | +1  |
| Włochy U-21    | 5   | 3 | 1 | 2 | 0 | 6   | 5   | +1  |
| Słowenia U-21  | 2   | 3 | 0 | 2 | 1 | 9   | 10  | -1  |
| Chorwacja U-21 | 2   | 3 | 0 | 2 | 1 | 8   | 9   | -1  |

| Mecz 2 8 grudnia 2008 15:00 | Włochy U-21 · Fantecele 7:24', Lima (futsalista) 28:25', | 2:2(1:1)Raport | Słowenia U-21 · Pantić 6:16', Rosić 26:30' | Jubilejnyj, Petersburg |
|                             |                                                          |                |                                            |                        |

| Mecz 4 8 grudnia 2008 19:00 | Rosja U-21 · Pogorelov 8:46, 34:38, 39:58' | 3:3(1:1)Raport | Chorwacja U-21 · Repinć 18:11' Lucić 26:25' Babić 33:49' | Jubilejnyj, Petersburg |
|                             |                                            |                |                                                          |                        |

| Mecz 6 9 grudnia 2008 15:00 | Chorwacja U-21 · Marinović 6:28' | 1:2(1:1)Raport | Włochy U-21 · Lima (futsalista) 10:03' Follador 35:32' | Jubilejnyj, Petersburg |
|                             |                                  |                |                                                        |                        |

| Mecz 8 9 grudnia 2008 19:00 | Rosja U-21 · Lyskov 3:44' Milomanov 14:57' Prudnikov 36:15' Goncarov 39:57' | 4:3(2:1)Raport | Słowenia U-21 · Racić 11:19' Mordej 24:59' Cujec 27:57' | Jubilejnyj, Petersburg |
|                             |                                                                             |                |                                                         |                        |

| Mecz 10 11 grudnia 2008 15:00 | Włochy U-21 · Fantecele 10:55' Lima (futsalista) 22:22' | 2:2(1:2)Raport | Rosja U-21 · Prudnikov 2:41' Lyskov 19:21' | Jubilejnyj, Petersburg |
|                               |                                                         |                |                                            |                        |

| Mecz 12 11 grudnia 2008 19:00 | Słowenia U-21 · Racić 16:33' Fratina 31:37' Cujec 38:12' Mordej 39:47' | 4:4(1:1)Raport | Chorwacja U-21 · Marinović 15:44, 29:47' Bugarija 33:54' Luketin 35:22' | Jubilejnyj, Petersburg |
|                               |                                                                        |                |                                                                         |                        |

### Grupa B
| Zespół          | Pkt | M | W | R | P | Br+ | Br− | +/− |
| --------------- | --- | - | - | - | - | --- | --- | --- |
| Hiszpania U-21  | 9   | 3 | 3 | 0 | 0 | 11  | 2   | +9  |
| Ukraina U-21    | 6   | 3 | 2 | 0 | 1 | 7   | 4   | +3  |
| Holandia U-21   | 3   | 3 | 1 | 0 | 2 | 9   | 9   | 0   |
| Kazachstan U-21 | 0   | 3 | 0 | 0 | 3 | 1   | 13  | -12 |

| Mecz 1 8 grudnia 2008 13:00 | Hiszpania U-21 · Barosso 11:31', Pola (futsalista) 13:05, 38:33', Casan 29:33' | 4:0(2:0)Raport | Kazachstan U-21 | Jubilejnyj, Petersburg |
|                             |                                                                                |                |                 |                        |

| Mecz 3 8 grudnia 2008 17:00 | Ukraina U-21 · Klochko 11:04', Zhurba 25:29, 36:15', | 3:2(1:1)Raport | Holandia U-21 · Attaibi 8:44, 28:32' | Jubilejnyj, Petersburg |
|                             |                                                      |                |                                      |                        |

| Mecz 5 9 grudnia 2008 13:00 | Holandia U-21 · Saadouni 33:57', | 1:5(0:2)Raport | Hiszpania U-21 · Pola (futsalista) 2:06, 15:56', Victor 27:04', Ossorio 28:16', Luis 34:43', | Jubilejnyj, Petersburg |
|                             |                                  |                |                                                                                              |                        |

| Mecz 7 9 grudnia 2008 17:00 | Ukraina U-21 · Gavrylenko 2:54', Sorokin 23:37', Klochko 39:28' | 3:0(1:0)Raport | Kazachstan U-21 | Jubilejnyj, Petersburg |
|                             |                                                                 |                |                 |                        |

| Mecz 9 11 grudnia 2008 13:00 | Hiszpania U-21 · Pola (futsalista) 8:51', Campos 35:53' | 2:1(1:1)Raport | Ukraina U-21 · Kolesnikov 14:05' | Jubilejnyj, Petersburg |
|                              |                                                         |                |                                  |                        |

| Mecz 11 11 grudnia 2008 17:00 | Kazachstan U-21 · Dovgan 1:12', | 1:6(1:3)Raport | Holandia U-21 · El Adel 8:53', Attaibi 9:15, 33:28', Saadouni 12:05', El Allouchi 29:58', Huissman 31:30', | Jubilejnyj, Petersburg |
|                               |                                 |                | |                        |

## Faza Pucharowa
W półfinałach i finale w przypadku remisu zaczyna się dogrywka, a w przypadku dalszego braku zwyciężczyni seria rzutów karnych. Wszystkie czasy są podawane według czasu rosyjskiego (UTC +3)
UWAGA! Wyniki w nawiasach to wyniki po rzutach karnych

### Drabinka
|  |                            |                |             |                            |   |            |            |        |
|  | Półfinał                   | Półfinał       | Półfinał    |                            |   | Finał      | Finał      | Finał  |
|  | Półfinał                   | Półfinał       | Półfinał    |                            |   | Finał      | Finał      | Finał  |
|  | 12 grudnia 2008 Petersburg |                |             |                            |   |            |            |        |
|  |                            |                |             |                            |   |            |            |        |
|  | Rosja U-21                 | Rosja U-21     | 1           |                            |   |            |            |        |
|  | Rosja U-21                 | Rosja U-21     | 1           | 14 grudnia 2008 Petersburg |   |            |            |        |
|  | Ukraina U-21               | Ukraina U-21   | 0           |                            |   |            |            |        |
|  | Ukraina U-21               | Ukraina U-21   | 0           |                            |   | Rosja U-21 | Rosja U-21 | 5 p.d. |
|  | 12 grudnia 2008 Petersburg |                |             |                            |   | Rosja U-21 | Rosja U-21 | 5 p.d. |
|  |                            |                | Włochy U-21 | Włochy U-21                | 4 |            |            |        |
|  | Hiszpania U-21             | Hiszpania U-21 | Włochy U-21 | Włochy U-21                | 4 | 0          |            |        |
|  | Hiszpania U-21             | Hiszpania U-21 |             |                            |   |            |            |        |
|  | Włochy U-21                | Włochy U-21    | 1           |                            |   |            |            |        |
|  | Włochy U-21                | Włochy U-21    | 1           |                            |   |            |            |        |

### Półfinały
| Mecz 13 12 grudnia 2008 17:00 | Hiszpania U-21 | 0:1(0:1) | Włochy · Bordignon 15:46' | Jubilejnyj, Petersburg Sędzia: Tommi Grönman , Gabor Kovacs |
|                               |                |          |                           |                                                             |

| Mecz 14 12 grudnia 2008 19:00 | Rosja · Prudnikov 33:15' | 1:0(0:0) | Ukraina | Jubilejnyj, Petersburg Sędzia: Gerd Bylois , Jan Kresta , |
|                               |                          |          |         |                                                           |

### Finał
| Mecz 15 14 grudnia 2008 20:00 | Rosja U-19 · Lyskov 12:45, 41:28', Kutsov 15:32', 46:03', Nugumanov 44:53', | 5:4 p.d.(2:0, 2:2, 4:4)Raport | Włochy U-19 · Lima (futsalista) 25:31', Fantecele 34:46', Coco 43:02, 43:26', | Jubilejnyj, Petersburg Widzów: 5 000 Sędzia: Danijel Janošević Borut Šivic |
|                               |                                                                             |                               |                                                                               |                                                                            |

## Mistrz Europy U-21 2008
| Mistrz Europy U-21 2008 |
| ----------------------- |
| Rosja U-21              |
| PIERWSZY TYTUŁ          |

## Strzelcy
Źródło: przeliczenia własne
| Liczba goli | Zawodnik      | Narodowość    |
| ----------- | ------------- | ------------- |
| 5           | Pola          | Hiszpania     |
| 4 gole      | Lyskov        | Rosja         |
| 4 gole      | Lima          | Włochy        |
| 4 gole      | Attaibi       | Niderlandy    |
| 3 gole      | Pogorelov     | Rosja         |
| 3 gole      | Marinović     | Chorwacja     |
| 3 gole      | Fantecele     | Włochy        |
| 3 gole      | Danylo Bielan | Ukraina       |
| 2 gole      | Klochko       | Ukraina       |
| 2 gole      | Zhurba        | Ukraina       |
| 2 gole      | Saadouni      | Niderlandy    |
| 2 gole      | Kutsov        | Rosja         |
| 2 gole      | Coco          | Włochy        |
| 1 gol       | 25 zawodników | 25 zawodników |

### Gole samobójcze
brak

## Klasyfikacja
| Miejsce                        | Reprezentacja   | M | Z | R | P | B+ | B- | +/− | Pkt |
| ------------------------------ | --------------- | - | - | - | - | -- | -- | --- | --- |
| złoto                          | Rosja U-21      | 5 | 3 | 2 | 0 | 15 | 12 | 3   | 11  |
| srebro                         | Włochy U-21     | 5 | 2 | 2 | 1 | 11 | 10 | 1   | 8   |
| brąz                           | Hiszpania U-21  | 4 | 3 | 0 | 1 | 11 | 3  | 8   | 9   |
| brąz                           | Ukraina U-21    | 4 | 2 | 0 | 2 | 7  | 5  | 2   | 6   |
| Wyeliminowani w fazie grupowej |                 |   |   |   |   |    |    |     |     |
| 5.                             | Niderlandy U-21 | 3 | 1 | 0 | 2 | 9  | 9  | 0   | 3   |
| 6.                             | Słowenia U-21   | 3 | 0 | 2 | 1 | 9  | 10 | -1  | 2   |
| 7.                             | Chorwacja U-21  | 3 | 0 | 2 | 1 | 8  | 9  | -1  | 2   |
| 8.                             | Kazachstan U-21 | 3 | 0 | 0 | 3 | 1  | 13 | -12 | 0   |